# Araneus tamerlani
Araneus tamerlani este o specie de păianjeni din genul Araneus, familia Araneidae. A fost descrisă pentru prima dată de Roewer în anul 1942.
Este endemică în Queensland. Conform Catalogue of Life specia Araneus tamerlani nu are subspecii cunoscute.